# Pleurosicya annandalei
Pleurosicya annandalei är en fiskart som beskrevs av Hornell och Fowler 1922. Pleurosicya annandalei ingår i släktet Pleurosicya och familjen smörbultsfiskar. Inga underarter finns listade i Catalogue of Life.